# Boy Commandos
Los Boy Commandos (en español, Comando de Niños) fue una serie de historietas de la década de 1940 creada por Joe Simon y Jack Kirby para la editorial DC Cómics. Fue una combinación de una idea el mezclar cómics de guerra con historias sobre aventuras de pandillas de niños adolescentes similar al formato televisivo aplicado a la serie de televisión Los Pequeños Traviesos, cuyo grupo de personajes fue protagonizado por un elenco internacional de jóvenes adolescentes que lucharon a su modo contra los nazis, o como ellos les llamaban en su lenguaje juvenil de la época dorada, como "los Ratzies".

## Creación
Simon y Kirby fueron contratados por fuera de Timely Cómics por parte de DC hacia finaless de 1941, principalmente debido a su éxito con el Captain America, pero sin que existiera un propósito claro para esta decisión, ya que no se dedicaron en ese momento a trabajar en ningún título sobre el cual podían trabajar. Debido a que DC en aquel tiempo se encontraba inicialmente envuelto con la demanda del Capitán Marvel, Jack Liebowitz les dio rienda suelta para crear o renovar algunos héroes de DC. Inicialmente, el dúo se encargaron de crear nuevas versiones de The Sandman y Manhunter (y que para aquel momento se parecía mucho a sus trabajos con el Capitán América, como ocurrió con la creación de Guardián, antes de decidir en que "como querían llevar a una "pandilla de niños adolescentes" en la dirección correcta. Si bien, ya existían compañeros adolescentes para los superhéroes como Batman, con Robin, o el Capitán América con Bucky, etc.), que poco a poco se fueron convirtiendo rápidamente un elemento básico en los cómics, ya que estaban destinados a proporcionar personajes jóvenes para que sus lectores juveniles se pudieran identificar. Un equipo como Los Centinelas de la Libertad de Simon y Kirby (que más tarde pasarían a llamarse Young Allies) ya habían tenido éxito en este molde, y tuvieron una influencia en su creación posterior.
Habiendo creado ya "Los Centinelas de la Libertad" para Timely, ahora crearían para DC a otro equipo llamado La Legión Juvenil de Vendedores de Periódicos («un grupo al estilo del grupo conocido como los Dead End Kids» (un grupo de actores juveniles de la década de los años 30 y 40), liderado por un oficial de policía con un traje azul y amarillo llamado Guardián, muy parecido al Capitán América de Timely/Marvel, ya que también tenía como característica poseía un escudo). Aunque en los Estados Unidos aún no habían entrado en la guerra, los titulares y las noticias destacaban mucho el papel de los comandos británicos en el que estaban integrados por algunos voluntarios estadounidenses que se unieron previamente a la entrada de los Estados Unidos en la guerra, por lo que Simon y Kirby fusionarían este concepto de una pandilla de niños con la creación de un nuevo tipo de comando, creando a los Boy Commando.
Dicho equipo debutó en las páginas de Detective Comics Vol. 1 #64 (aunque la portada del número 65 mostraría a Batman presentando al grupo juvenil de manera oficial, ya que apenas habían aparecido primero en la edición anterior), estrenada en el mes de junio de 1942, el equipo enseguida se hizo extremadamente popular, también aparecería en World's Finest Comics Vol. 1 (números #8-41, entre 1942-1949) y luego se separarían con su propio título, lanzándose con una fecha para el Invierno de 1942. El título vendió «más de un millón de ejemplares cada mes» y fue uno de los «cuatro grandes éxitos» de DC junto a los cómics de Superman, Wonder Woman y Batman. Jack Kirby dibujaría hasta alrededor de cinco páginas al día por título, pero Liebowitz solicitó un giro mucho más rápido, aun así temiendo (tal como sucedió) que los dos serían reclutados, al igual que muchos otros profesionales de la industria. Simon y Kirby contrataron a varios «entintadores, [letristas], coloristas y escritores, esforzándose por crear prácticamente para un año de historias» (los Boy Commandos también era un título trimestral hasta el invierno de 1945). Entre los contratados se encontraba también un desconocido joven Gil Kane, quien recuerda en ese momento lo siguiente:

«[...] fuimos contratados para hacer historias de los Boy Commandos, la Legión Juvenil de Chicos de los Periódicos y Sandman, tantas como fuera posible... a mí me dieron varios guiones y me encargaría de la entintada y posteriormente lo firmarían.»

Los Boy Commandos desarrollarían sus historias hasta el número 36 (del mes de noviembre a diciembre de 1949) y fueron editados en su totalidad por Jack Schiff. Entre las personas que ayudaron a Simon y Kirby en el título (y sus portadas) figuraban futuras leyendas de Superman, como los escritores Curt Swan, así como Steve Brodie, Louis Cazeneuve y Carmine Infantino.

## Biografía ficticia
Los personajes del mismo nombre fueron "André Chavard" un chico procedente de Francia; "Alfie Twidgett" de Inglaterra, "Jan Haasan" de los Países Bajos y "Dan "Brooklyn" Turpin" de los Estados Unidos. Es un escuadrón élite comando conformado por niños huérfanos, encabezados por el adulto el "Capitán Rip Carter", que lucharon en todos los frentes de la Segunda Guerra Mundial.
En septiembre de 1944, la La Legión Juvenil de Vendedores de Periódicos se uniría a los Boy Commandos para detener a unos traidores armados que se habían establecido en la ciudad de Nueva York.
Las aventuras de este equipo continuaron más allá de la guerra, a pesar de que hubo muchos cambios en la lista. Jan se fue primero, habiendo encontrado a sus familiares en su tierra natal para quedarse. Alfie fue reemplazado por un texano llamado Tex, Percy Clearweather, un joven genio con gafas que sustituyó a André.
Años más tarde, se reveló que el joven Brooklyn era el mismísimo Detective Dan Turpin de Metrópolis, y que André Chavard se había convertido en el jefe del Departamento de Inteligencia francés Gamma, y que Alfie Twidgett era ahora el jefe de la firma Statistical Occurrences Ltd (SOL), junto con su hija Twiggie.

### Apariciones subsiguientes
Además de la alineación en la que se contó con la mención del detective Dan Turpin de la Unidad de Crímenes Especiales de Metropolis llamado en ese momento con el sobrenombre de "Brooklyn", el equipo se había visto impreso en un par de títulos más desde finales de los años cuarenta.
Hacia la década de los setenta, durante la segunda participación de Kirby en DC, varias de sus historias se reimprimieron en varios cómics de tapa dura recopilatoria, particularmente aquellos escritos y dibujados por el mismo Kirby (como, por ejemplo, sucedió con Mister Miracle Vol. 1 #6 del mes de febrero de 1972). En el caso del título de los Boy Commandos se hizo una reimpresión para los meses de septiembre a octubre de 1973, bajo la supervisión del editor E. Nelson Bridwell, pero solo duró dos historias antes de desaparecer.
Los cuatro miembros originales, menos Brooklyn (debido a que éste aparecía ya en los cómics de Superman en Action Comics), reaparecerían más tarde durante la publicación mensual del cómic de Len Wein Blue Beetle, que reintrodujo a Alfie como fundador y presidente de Statistical Occurrences Ltd (SOL), una compañía de seguros especializada en propiedades que podían atraer actividades metahumanas. Utilizando a su hija "Twiggie" como mediadora, Alfie contrataría a Murray Takamoto, antiguo administrador de los Laboratorios S.T.A.R. (y compañero de cuarto de Ted Kord), trabajando en el programa satelital "Guerra de las Galaxias" , por el que SOL había recibido un contrato relativo a su protección. Junto a Alfie en esta empresa estarían sus viejos compañeros de equipo Andre, ahora jefe del Departamento Gamma del Servicio Secreto Francés; Jan, ahora profesor que trabajaba para el Centro de Estudios Estratégicos de La Haya; y su antiguo mentor "Rip" Carter, ahora un importante general. Estos eventualmente se implicaron al entrar en conflictos armados internacionales, junto con a Blue Beetle, como por ejemplo contra el corrupto industrial europeo Klaus Cornelius, quien ya se había servido de su influencia para disolver a la principal agencia de superhéroes de Europa, los Guardianes Globales, y estaban trabajando para resucitar a los Boys Commando para combatir al viejo agente enemigo de los comandos Axel Axis. Pero la serie terminaría antes de que su historia pudiese llegar a buen término y no habría más desarrollos de nuevas aventuras para los personajes de este equipo, ya que apenas se habían mencionado desde entonces, pese a que Cornelius hizo una breve aparición durante la etapa de Kurt Busiek con el equipo conocido como Power Company en su propia miniserie.
Hicieron una nueva aparición con la más reciente encarnación del equipo en The Brave and the Bold Vol.3 (número #9, febrero de 2008), en la que se unieron a otros héroes de la Segunda Guerra Mundial, los Blackhawks.

## Ediciones Coleccionables
DC publicó la primera de 2 colecciones de tapa dura del trabajo de Simon y Kirby sobre la serie:
- The Boy Commandos Vol. 1, (2010), ISBN (reimpresión de Detective Comics Vol. 1 #64-73, World's Finest Comics Vol. 1 # 8-9 y Los Boy Commandos Vol. 1 #1-2).
- The Boy Commandos Vol. 2, (2015), ISBN (reimpresión de Detective Comics Vol. 1 #74-83, World's Finest Comics Vol. 1 #10-13 y Los Boy Commandos Vol. 1 #3-5).